# Министерство иностранных дел
Министе́рство иностра́нных дел — орган исполнительной власти в государстве, отвечающий за дипломатические отношения с другими государствами (внешнюю политику). Обычно возглавляется министром иностранных дел. Для обозначения часто используется сокращение МИД.
| Государство    | Текущее ведомство                                                                 | Исторические названия |
| -------------- | --------------------------------------------------------------------------------- | --- |
| Абхазия        | Министерство иностранных дел Республики Абхазия                                   | |
| Австралия      | Министерство иностранных дел и торговли Австралии                                 | |
| Австрия        | Министерство иностранных дел Австрии                                              | |
| Азербайджан    | Министерство иностранных дел Азербайджана                                         | |
| Албания        | Министерство иностранных дел Албании                                              | |
| Аргентина      | Министерство иностранных дел, международной торговли и вероисповедания Аргентины  | |
| Армения        | Министерство иностранных дел Армении                                              | |
| Афганистан     | Министерство иностранных дел Афганистана                                          | |
| Бангладеш      | Министерство иностранных дел Бангладеш                                            | |
| Барбадос       | Министерство иностранных дел, внешней торговли и международного бизнеса Барбадоса | |
| Беларусь       | Министерство иностранных дел Республики Беларусь                                  | |
| Бельгия        | Министерство иностранных дел Бельгии                                              | |
| Бразилия       | Министерство внешних связей Бразилии                                              | |
| Ватикан        | Государственный секретариат Ватикана                                              | |
| Великобритания | Форин-офис                                                                        | |
| Венгрия        | Министерство иностранных дел Венгрии                                              | |
| Гватемала      | Министерство иностранных дел Гватемалы                                            | |
| Германия       | Министерство иностранных дел Германии                                             | Имперское министерство иностранных дел Германии (1871—1945) |
| Греция         | Министерство иностранных дел Греции                                               | |
| Грузия         | Министерство иностранных дел Грузии                                               | |
| Дания          | Министерство иностранных дел Дании                                                | |
| Египет         | Министерство иностранных дел Египта                                               | |
| Индия          | Министерство иностранных дел Индии                                                | |
| Ирландия       | Министерство иностранных дел и торговли Ирландии                                  | |
| Израиль        | Министерство иностранных дел Израиля (с 1948)                                     | |
| Иран           | Министерство иностранных дел Ирана                                                | |
| Испания        | Министерство иностранных дел и международного сотрудничества Испании              | |
| Италия         | Министерство иностранных дел Италии                                               | |
| Камбоджа       | Министерство иностранных дел и международного сотрудничества Камбоджи             | |
| Казахстан      | Министерство иностранных дел Казахстана                                           | |
| Канада         | Министерство иностранных дел и международной торговли Канады                      | |
| Киргизия       | Министерство иностранных дел Киргизской Республики                                | |
| Китай (КНР)    | Министерство иностранных дел Китайской Народной Республики                        | |
| Колумбия       | Министерство иностранных дел Колумбии                                             | |
| Корея (южная)  | Министерство иностранных дел и торговли Республики Корея                          | |
| Косово         | Министерство иностранных дел Республики Косово                                    | |
| Латвия         | Министерство иностранных дел Латвии                                               | |
| Либерия        | Министерство иностранных дел Либерии                                              | |
| Литва          | Министерство иностранных дел Литвы                                                | |
| Македония      | Министерство иностранных дел Республики Македонии                                 | |
| Малайзия       | Министерство иностранных дел Малайзии                                             | |
| Мальта         | Министерство иностранных дел Мальты                                               | |
| Молдова        | Министерство иностранных дел и европейской интеграции Молдовы                     | |
| Монголия       | Министерство иностранных дел Монголии                                             | |
| Мьянма         | Министерство иностранных дел Мьянмы                                               | |
| Нидерланды     | Министерство иностранных дел Нидерландов                                          | |
| Норвегия       | Министерство иностранных дел Норвегии                                             | |
| Пакистан       | Министерство иностранных дел Пакистана                                            | |
| Перу           | Министерство иностранных дел Перу                                                 | |
| Польша         | Министерство иностранных дел Польши                                               | |
| Португалия     | Министерство иностранных дел Португалии                                           | |
| Приднестровье  | Министерство иностранных дел Приднестровской Молдавской Республики                | |
| Россия         | Министерство иностранных дел Российской Федерации (с 1991)                        | Посольский приказ (1549—1720) Коллегия иностранных дел (1718—1832) Министерство иностранных дел Российской империи (1802—1917) Народный комиссариат по иностранным делам РСФСР (1917—1923) Народный комиссариат иностранных дел СССР (1923—1946) Народный комиссариат иностранных дел РСФСР (1944—1946) Министерство иностранных дел СССР (1946—1991) Министерство иностранных дел РСФСР (1946—1992) |
| Руанда         | Министерство иностранных дел Руанды                                               | |
| Румыния        | Министерство иностранных дел Румынии                                              | |
| Сербия         | Министерство иностранных дел Сербии                                               | |
| Сингапур       | Министерство иностранных дел Сингапура                                            | |
| Сирия          | Министерство иностранных дел и по делам экспатриантов Сирии                       | |
| Словакия       | Министерство иностранных дел Словакии                                             | |
| США            | Государственный департамент США                                                   | |
| Сьерра-Леоне   | Министерство иностранных дел и международных отношений Сьерра-Леоне               | |
| Таджикистан    | Министерство иностранных дел Таджикистан                                          | |
| Туркмения      | Министерство иностранных дел Туркмении                                            | |
| Турция         | Министерство иностранных дел Турции                                               | |
| Украина        | Министерство иностранных дел Украины                                              | |
| Филиппины      | Министерство иностранных дел Филиппин                                             | |
| Финляндия      | Министерство иностранных дел Финляндии                                            | |
| Франция        | Министерство иностранных дел Франции                                              | |
| Хорватия       | Министерство иностранных и европейских дел Хорватии                               | |
| Черногория     | Министерство иностранных дел Черногории                                           | |
| Чехия          | Министерство иностранных дел Чехии                                                | |
| Чили           | Министерство иностранных дел Чили                                                 | |
| Швейцария      | Министерство иностранных дел Швейцарии                                            | |
| Швеция         | Министерство иностранных дел Швеции                                               | |
| Шри-Ланка      | Министерство иностранных дел Шри-Ланки                                            | |
| Эстония        | Министерство иностранных дел Эстонии                                              | |
| Эфиопия        | Министерство иностранных дел Эфиопии                                              | |
| Япония         | Министерство иностранных дел Японии                                               | |